# Christuskirche (Rosa)

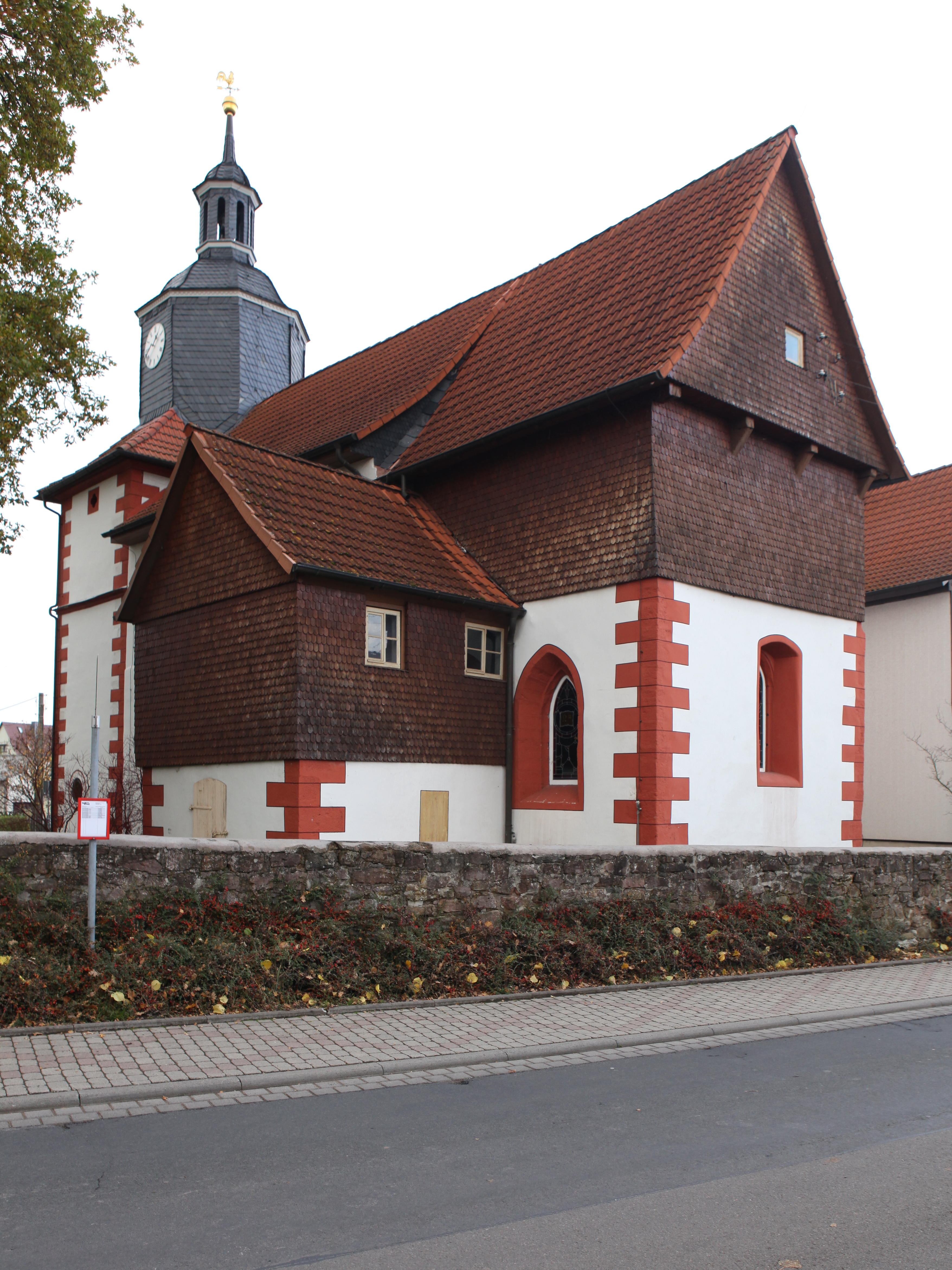
Die Kirche

Die evangelisch-lutherische Christuskirche steht in der Gemeinde Rosa im Landkreis Schmalkalden-Meiningen in Thüringen.

## Geschichte
Die kleine massive Saalkirche besitzt einen eingezogenen Chor und Teile des Gebäudes weisen auf verschiedene Bauzeiten hin. Die ältesten Teile sind der Turm und der Altarraum. Beide Bauteile sollen aus dem 16. Jahrhundert sein. Man weiß, dass nahe der Kirche eine Kemenate stand, die noch älter war.

## Zur Kirche selbst
Der Hauptraum ist in seiner Gestalt aus dem 16. Jahrhundert. Der auf der außergewöhnlichen Westseite stehende Turm fällt auf. Diese ungewöhnliche Stellung bedingt, dass der Turm keinerlei Ähnlichkeiten mit dem Mauerwerk des Langhauses besitzt. Daher kann man darauf schließen, dass der Turm  einst als Bergfried mit der Kemenate verwandt gewesen sein muss.
Der Altarraum an der Ostseite soll ursprünglich eine Kapelle gewesen sein. Spitzbogige Fenster weisen darauf hin. Der Hauptraum der Kirche ist ein Rechteck mit Holzdecke und zweigeschossigen Emporen. Der Taufstein ist aus dem 16. Jahrhundert.
1975 wurde eine neue Orgel durch die Werkstatt des Gothaer Rudolf Böhm installiert. Sie verfügt über 4 Register mit einem Manual und abhängendem Pedal.

## Nach der Wende
Nach der Wende wurde 1990 das Gotteshaus aufwändig saniert. Besondere Kennzeichen besitzt die Kirche durch die im Jahre 2000 geschaffenen Altarfenster.